# Šemševo
Šemševo (makedonsky: Шемшево, albánsky: Shemshova) je vesnice v Severní Makedonii. Nachází se v opštině Jegunovce v Položském regionu.

## Geografie
Vesnice se nachází v oblasti Položská kotlina, v jihozápadní části opštiny Jegunovce. Leží v nadmořské výšce 405 metrů, je rovinatá a leží na levém břehu řeky Vardar. Od města Tetovo je vzdálená 15 km.
Jedná se o větší vesnici v údolní nížině řeky Vardar, stejně jako vesnice Žilče na západě, Ozormište na jihozápadě a Preljubište na severovýchodě. Pitná voda se zde získávala ze studní umístěných na dvorcích domů.
Rozloha obce činí 3,1 km2, převažuje zde orná půda o rozloze 285 ha. Až do roku 1912 měli obyvatelé právo kácet lesy a využívat pastviny na Žedenu, oblasti mezi vesnicemi Tudence a Siričino.

## Historie
Název vesnice Šemševo se objevuje ve spisech ze 16. století. Je odvozen od tureckého křestního jména Şemşo.
Vesnice je velmi stará a původně v ní žily křesťanské rodiny. Ty se časem vystěhovaly do vesnice Ozormište, když se začaly přistěhovávat Turci a Albánci vyznávající islám.
Během osmanské nadvlády se jednalo o rolnickou vesnici. První usedlost v obci založil Turek Ljakuš, jehož potomci zde žijí dodnes. Později zde vznikla farma muslimské rodiny Ukovců. Rod vymřel po meči a farmu převzala rodina Želinců, do které byla provdána žena z rodiny Ukovců.
Podle záznamů Vasila Kančova z roku 1900 zde žilo 214 obyvatel, z toho 60 byli makedonští křesťané a 154 albánští muslimové.

## Demografie
Podle sčítání lidu z roku 2021 žije ve vesnici 1 532 obyvatel, etnické skupiny jsou:
- Albánci – 1 393
- Makedonci – 116
- Srbové – 1
- ostatní – 22

| Rok          | 1900 | 1929 | 1948 | 1953 | 1961 | 1971 | 1981 | 1994 | 2002 | 2021 |
| ------------ | ---- | ---- | ---- | ---- | ---- | ---- | ---- | ---- | ---- | ---- |
| Obyvatelstvo | 214  | 554  | 695  | 803  | 940  | 1176 | 1480 | 1569 | 1737 | 1532 |